# Celádio de Alexandria
Celádio de Alexandria foi um patriarca de Alexandria. Seu patriarcado aconteceu entre 152 e 166. É venerado como santo pela Igreja Copta.